# Завадинцы (Шепетовский район)
Завадинцы (укр. Завадинці) — село в Шепетовском районе Хмельницкой области Украины.
Население по переписи 2001 года составляло 261 человек. Почтовый индекс — 30340. Телефонный код — 3852. Занимает площадь 0,914 км². Код КОАТУУ — 6822182401.

## Местная власть
30300, Хмельницкая обл., Шепетовский р-н, г. Изяслав, ул. Независимости, 43